# Michel Louette
Michel Louette (* 1948) ist ein belgischer Ornithologe.

## Leben
1974 wurde Louette Kurator an der Vogelabteilung des Königlichen Museum für Zentral-Afrika in Tervuren. In der Folgezeit betrieb er Feldstudien in Liberia und Kamerun. 1977 wurde er mit der Dissertation De avifauna van Kameroen en haar zoögeografische interpretatie (partim non-passeriformes) an der Universität Antwerpen zum Doktor promoviert. Seit 1981 erforscht das Königliche Museum für Zentral-Afrika die Biodiversität auf den Komoren, einer Inselgruppe vor der Ostküste Afrikas. Zwischen 1981 und 2003 reisten 17 biologische Expeditionen, bei denen Louette einer der federführenden Wissenschaftler war, zu diesem Archipel, um die empfindlichen Ökosysteme erforschen. In den 1980er Jahren gelang Louette die Wiederentdeckung des Anjouan-Sperbers, einer Unterart des Echsenhabichts, die seit 1958 nicht mehr nachgewiesen wurde. 1985 wurde er Leiter der Abteilung für Wirbeltiere am Königlichen Museum für Zentral-Afrika und 1990 Leiter der Abteilung für Afrikanische Zoologie.
2006 schrieb Louette das Kapitel über die Familie der Schnäpperwürger (Platysteiridae) im elften Band des Handbook of the Birds of the World. 2008 veröffentlichte er mit Hachime Abdérémane, Ibrahim Yahaya und Danny Meirte den Atlas des oiseaux nicheurs de la Grande Comore, de Mohéli et d’Anjouan. 2011 wurde in Zusammenarbeit mit Michel Hasson und dem Königlichen Museum für Zentral-Afrika das Buch Birds of Katanga veröffentlicht. 2013 wirkte er am achten Band der Enzyklopädie The Birds of Africa mit.
1981 erstbeschrieb Louette den Gelbfuß-Honiganzeiger (Melignomon eisentrauti), 1982 gemeinsam mit Constantine Walter Benson den Ruwet-Weber (Ploceus ruweti), im selben Jahr gemeinsam mit dem Botaniker Marc Herremans die Unterart Cyanolanius madagascarinus bensoni des Blauvangas sowie mit Alexandre Prigogine die Unterart Dendropicos goertae meridionalis des Graubrustspechts, 1984 in Zusammenarbeit mit Prigogine die Unterart Geokichla guttata lippensi der Nataldrossel, 1985 mit Herremans die Unterart Puffinus persicus temptator des Arabiensturmtauchers und 1990 die Prigogine-Nachtschwalbe (Caprimulgus prigoginei).

## Schriften (Auswahl)
- The birds of Cameroon: An annotated Check-list, 1981
- Les oiseaux des Comores et leur protection, 1988
- La faune terrestre de Mayotte, 1999
- (mit Danny Meirte, Annelies Louage und Alain Reygel) Type specimens of birds in the Royal Museum for Central Africa, Tervuren Documentation Zoologique, Band 26, RMCA, 2002
- (mit Danny Meirte und Rudy Jocque) La faune terrestre de l’archipel des Comores, 2004
- (mit Hachime Abdérémane, Ibrahim Yahaya und Danny Meirte) Atlas des oiseaux nicheurs de la Grande Comore, de Mohéli et d’Anjouan, 2008
- Proceedings of the sixth European Bird Curators Meeting, Tervuren, 27–28. August 2009, 2010
- (mit Michel Hasson) Birds of Katanga, 2011
- The Bird Species from the Type Collection, 2023